# Église Saint-Germain de Saint-Germain-des-Vaux
Pour les articles homonymes, voir Église Saint-Germain.
L'église Saint-Germain de Saint-Germain-des-Vaux est un édifice catholique, placé sous le patronage de Germain à la rouelle, qui se dresse sur le territoire de l'ancienne commune française de Saint-Germain-des-Vaux, dans le département de la Manche, en région Normandie.
L'église est inscrite aux monuments historiques.

## Localisation
L'église Saint-Germain est située, sur une butte, sur le territoire de l'ancienne commune de Saint-Germain-des-Vaux, désormais intégrée dans la commune nouvelle de La Hague.

## Protection
L'église est inscrite au titre des monuments historiques par arrêté du 18 décembre 1981.

## Mobilier
L'église contient des fonts baptismaux médiévaux du XIIIe siècle classés au titre objet depuis 1959. Sont également conservé un maître-autel du XVIIIe, un bénitier du XVIe, une peinture murale Sainte-Trinité XVIIe et une éducation de la Vierge du XVIe, ainsi que les statues de sainte Pernelle décapitée XVe et mutilée XVIIIe.